# Distrito de Patna
Patna (en bihari; पटना जिला) es un distrito de India en el estado de Bihar. Código ISO: IN.BR.PA.
Comprende una superficie de 3 202 km².
El centro administrativo es la ciudad de Patna. Dentro del distrito también se encuentra la ciudad de Bakhtiarpur.

## Demografía
Según censo 2011 contaba con una población total de 5 772 804 habitantes.